# 若大将天下ご免!
若大将天下ご免!（わかだいしょうてんかごめん!）は、テレビ朝日系列にて1987年（昭和62年）3月14日から12月26日にかけて土曜夜8時枠にて放映された時代劇ドラマ。主演は、これがドラマ初主演となる橋爪淳。後に橋爪を座長として舞台公演（1989年）も行われた。

## 概要
- 『暴れん坊将軍II』の後継番組として放映された時代劇で、橋爪淳、円谷浩、橘田剛の若手俳優3名を売り出す企図で制作されたとされる。
- 基本的には「主人公らが出逢った人物が事件に巻き込まれ、最終的に事件の黒幕たる悪大名や悪徳商人を主人公が成敗する」という、典型的な勧善懲悪型の時代劇である。
- 本作の主人公・結城小太郎は、（老中が陰ながら庇護しているとは言え）将軍家縁者でも役人でもなく、一方で無頼に生きる義侠でもない。表立った権力などの後ろ盾を持たない剣客が他人のため義憤により悪党を成敗する、という明快な構成は『桃太郎侍』などと共通していた。
- 本作では、千葉周作、勝小吉（勝海舟の父）、水野忠邦など、多くの実在する歴史人物がレギュラーとして登場する。劇中にはモリソン号事件など歴史的事件も描かれ、背景時代をはっきり特定できる（いわゆる幕末より少し前の時代と考えられる）のも特徴である。
- 多くの時代劇の主人公たちが平正眼または類似の中段ないし下段の構えを取るのに対し、本作の結城小太郎は大上段に振りかぶる構え（北辰一刀流独特と言われ、『赤胴鈴之助』などでも描かれる）を取っていた。

## あらすじ
神田お玉が池の道場、北辰一刀流「玄武館」の師範代・結城小太郎は、剣に優れるが心には未熟さも残る青年である。折りしも世は老中水野による改革の真っ最中でこれを良しとしない悪大名や、様々な悪巧みで私腹を肥やす悪徳商人が人々を苦しめる。
そうした悪事を耳目にするたび、小太郎は激しく憤り、師たる千葉周作に「許せません!」と訴える。周作からアドバイスと許しを受けると、白杯を煽りそれを床に叩き割って敵地へと乗り込む。
全てが終わった後、悪人のもとへ到着した役人が眼にするのは「誅・隅田の小天狗」と記された紙片であった。

## 主要登場人物
- 結城小太郎（橋爪淳）

- お遊（片平なぎさ）

- お駒（春川ますみ）

- 鉄五郎（龍虎）

- 浜田陣十郎（竹中直人）
- 沙織（森尾由美）

- 水野越前守忠邦（山村聡）（特別出演）

- 石松（円谷浩）
- 勝小吉（橘田剛）

- 常吉（芦屋雁平）
- おけい（田中綾子）
- お若（小倉加代）
- お千（小椋寛子）
- おさと（香山紗智子）
- おみつ（桃山舞子）
- 留三（杉欣也）
- 勝麟太郎（生駒恭明）

- ナレーター（横内正）

- 弥生（中田喜子）

- 千葉周作（加藤武）

## 各話サブタイトル
1. あっぱれ小天狗一本勝負!
2. 紅かんざしに燃えた剣!
3. 命の担保は千葉道場!
4. 悲しい舟を漕ぐ女!
5. 父のない子に赤い靴!
6. 血染めの罠の二十両!
7. 父よ、あなたは捕まった!
8. 連れて逃げてよ、恋十手!
9. 天までとどけ母子鷹!
10. 女壷振り、一天地六の仇討ち!
11. 片思い酔いどれ弁慶!
12. 命を上げよう、妹よ!
13. お空が眩しいジャジャ馬娘!
14. 見知らぬ父の城で泣け!
15. 騒然大江戸べっぴん競べ!
16. 兄弟弟子は恋敵!
17. 女ねずみ闇に跳ぶ!
18. 復讐、涙の花嫁衣裳!
19. 三三九度は夜討ちの合図!
20. 望郷恋歌、流れ武士!
21. 求む、幽霊の用心棒!
22. 純情手裏剣、鬼殺し!
23. おもいで酒を抱く女!
24. 初恋探し、上州路!
25. 後家のつっぱり、命は要らぬ!
26. 浮かれ芸者の泣き踊り!
27. 恐怖の水中舞踊!
28. 振り袖人形、父恋し!
29. 往け、結城小太郎もう一人!
30. てんてん手鞠は殺しの道具!
31. 皿ごと毒を喰った女!
32. 互い違いの父子鷹!
33. 人斬り小太郎封印破り
34. 殺しの調べを弾く女!
35. 寄せ場帰りと暴れ馬!
36. 色ぼけ欲ぼけ地獄みち
37. 葵の御紋を斬る女!
38. 懲りない親父のそら涙
39. 母に祈りの十字剣!
40. 旅立ちに風はやさしく

## スタッフ
- 脚本:杉本容子、今村文人、和久田正明、迫間健、志村正浩、土橋成男
- 監督:林伸憲、松尾正武
- 音楽:菊池俊輔
- 主題歌:オープニング曲『風はやさしく』作詞・作曲・編曲；菊池俊輔、歌；橋爪淳、コロムビアレコード
- 制作:東映、テレビ朝日

## 放送局
同時ネット
- テレビ朝日
- 北海道テレビ[1]

遅れネット
- 北日本放送[2]